# Clive Barker's Jericho
Clive Barker's Jericho è uno sparatutto in prima persona, uscito nel 2007 per Windows, PlayStation 3 e Xbox 360. La trama, horror, è stata scritta dallo scrittore inglese Clive Barker.

## Trama

Immagine di gioco, mentre si sta utilizzando la gatling di Frank Delgado. Sulla destra è visibile Wilhelmina Church.

Il gioco segue le gesta della Squadra Jericho, un gruppo di sette persone dotate di particolari poteri sovrannaturali; il loro compito è quello di fermare Arnold Leach, un ex membro del gruppo di studi occulti che sta cercando di liberare il Firstborn (Primogenito), una creatura mitica creata da Dio prima dell'uomo, in grado di devastare l'umanità.
I membri della squadra Jericho devono affrontare i vari livelli del Pyxis e intraprendere un lungo viaggio a ritroso nel tempo che li porta a rivivere eventi come la Seconda guerra mondiale, le crociate, per raggiungere poi l'antica Roma e infine all'ultimo livello del Pyxis, la civiltà sumera e il Primogenito stesso.

## Modalità di gioco
Dopo la prima fase di gioco, dove è possibile controllare uno solo dei membri della squadra, il capitano Devin Ross, è possibile scegliere in ogni momento chi utilizzare. Ogni personaggio ha delle abilità specifiche, oltre che due armi differenti che permettono di proseguire nella missione.

## Personaggi

### La Squadra Jericho
- Capitano Devin Ross:

Ex veterano di guerra, è stato trasferito al dipartimento occulto dopo che in un raid ha manifestato i suoi poteri. La sua abilità è quella di guarire i suoi compagni, e in qualche modo riesce sempre a "sentire" la loro presenza; dopo pochi minuti di gioco sarà ucciso da Arnold Leach, ma il suo spirito vivrà nei corpi dei membri del team Jericho. Ha un carattere decisamente scettico verso l'occulto, che nemmeno il fatto di possedere lui stesso dei poteri è riuscito a cancellare del tutto. Come arma utilizza il Patrioteer, basato sul fucile d'assalto G36 della Heckler & Koch calibro 5,56 NATO che presenta come accessorio sottocanna un fucile a pompa semiautomatico calibro .12 basato sul M26 Modular Accessory Shotgun System.
- Capitano Xavier Jones:

Secondo in comando, Jones è più un "topo di biblioteca" che un soldato. Il suo potere è quello di trasferire la sua mente in quella di altri esseri, dalla quale può esercitare a sua volta Pirocinesi, o gli incantesimi di sangue. di Church. Inoltre ha una vasta conoscenza di storia, lingue e culture antiche, infatti funge sovente da intermediario quando la squadra ha bisogno di comunicare con i loro predecessori dei tempi remoti. Alla fine del gioco verrà ucciso dal Primogenito. Presenta lo stesso equipaggiamento del capitano Devin Ross.
- Tenente Abigail Black:

Black è un cecchino dotata di poteri telecinetici. Viene da una situazione famigliare molto difficile, avendo subito a lungo abusi da parte del padre. Alla morte di quest'ultimo, decide di arruolarsi ancora giovanissima nell'esercito, diventando in breve uno dei migliori cecchini mai esistiti. Uno dei suoi due poteri è quello di guidare un proiettile con la mente, l'altro di spostare oggetti che possono intralciare il cammino del team o di respingere i nemici in combattimento, potere che in seguito si evolverà permettendole anche di dare fuoco agli oggetti. Ha una personalità molto forte e indipendente e vuole sempre avere il controllo della situazione. Condivide uno stretto rapporto di amicizia con Cole (anche se potrebbe essere qualcosa di più: Delgrado infatti la definisce apertamente come lesbica). Come arma utilizza un fucile di precisione completamente personalizzato basato sull'M110 prodotto dalla KAC, camerato per il 7,62 NATO. L'arma secondaria è invece un lanciagranate basato sull'AG36 della Heckler & Koch
- Sergente Frank Delgado:

Di origine mista Chickasaw e Mestizo Delgrado è l'artigliere pesante della squadra ed è il membro più forte fisicamente del gruppo. Delgado è un Pirocineta che dopo aver offerto in sacrificio il suo braccio destro,  può evocare a suo piacere Ababinili, uno spirito del fuoco che può attaccare i nemici o proteggerlo dal calore. LE sue armi sono Pain, una pistola calibro.50 semi-automatica, e Hells Keeper, una mitragliatrice a nastro da 7.62-mm. Delgrado ha un carattere molto focoso e abbastanza arrogante, cosa che spesso lo fa entrare in contrasto con gli altri membri del gruppo, in particolare con Rawlings, e non accetta l'idea di sacrificarsi, anche per la salvezza del mondo. Sarà grazie ad un suo discorso che la squadra deciderà di affrontare il Primogenito in campo aperto. Ha una relazione sentimentale con Church.
- Sergente Wilhelmina 'Billie' Church:

Church ha avuto un'infanzia molto complicata: apparteneva ad una setta cristiana dedita all'allevamento di serpenti (soffre infatti di Ofidiofobia), che la sfruttava a causa della sua capacità di creare "miracoli" col proprio sangue. Riesce poi a fuggire dall'insostenibile situazione in cui si trovava, ma i traumi del passato continueranno a perseguitarla ancora a lungo. Molto agile e veloce, Church predilige il combattimento ravvicinato, ed è l'unico membro del team dotata di un'arma corpo a corpo, una leggendaria katana chiamata Nodachi; l'arma secondaria è una pistola mitragliatrice basata sull'MP7 della Heckler & Koch calibrata in 4,6 × 30 mm. La sua naturale agilità la rende la scelta ideale per attraversare luoghi impervi, o per sconfiggere particolari tipi di mostri. Ha due poteri, che evoca grazie al suo sangue: il primo può bloccare i nemici, il secondo appicca il fuoco su di essi. Va sempre alla ricerca di emozioni forti, quindi tende subito a gettarsi nella mischia in combattimento; è innamorata di Delgado.
- Caporale Simone Cole:

Cole è una cosiddetta "hacker della realtà": può infatti manipolare spazio e tempo grazie a formule di matematica cabalistica e della teoria del caos. È grazie a lei che il team viene rifornito di proiettili ("riavvolge" il tempo intorno ai caricatori) e sa che cosa sta succedendo. Come arma usa una mitraglietta calibrata in 5,7 x 28 mm basata sull'XM8, dotata di mirino telescopico in grado di evidenziare i punti deboli dei nemici ed è l'esperta di esplosivi del gruppo, in quanto dispone di particolari granate a configurazione variabile. Può rallentare temporaneamente lo scorrere del tempo oppure aumentare la potenza delle armi da fuoco dei compagni. Ha una personalità ossessiva compulsiva, dovuta anche ad una leggera forma di autismo, e diventa molto paranoica quando si tratta di computer, in particolare il terminale che porta attaccato al polso, mediante il quale attiva i suoi poteri. Ha uno stretto rapporto di amicizia con Black. Viene uccisa dallo stesso Primogenito alla fine del gioco.
- Padre Paul Rawlings:

Predicatore dall'oscuro passato, Rawlings porta con sé una coppia di Desert Eagle, Faith e Destiny, che possono sparare tre diversi tipi di proiettili (normali, esplosivi e a frammentazione). Rawlings è un potente esorcista, ed ha la capacità di resuscitare i compagni a distanza e può maledire i nemici, trasferendo la salute da loro persa  ai membri di Jericho. La sua personalità è difficile da inquadrare, in quanto alterna sprazzi di cinismo tipicamente militare a discorsi di tipo teologico, ma dimostra sempre una fede incrollabile; ha inoltre uno spiccato senso dell'umorismo. Sembra che Rawlings sappia quale sia il destino finale della squadra Jericho, ed è l'unico che lo accetta di buon grado, ma dopo un discorso con Delgrado, cambia idea e trova la forza per affrontare il Primogenito.

### Ruoli e poteri della squadra
- Ross: Leader/Guaritore
- Jones: Ricognizione/ Veggente e Psicocineta
- Black: Cecchino/Telecineta
- Church: Supporto/Stregone di Sangue
- Delgado: Artiglieria pesante/Pirocineta
- Cole: Supporto/Cronocineta
- Rawlings: Medico/Esorcista

### I principali nemici
- Hanne Lichthammer:

Lichthammer era un'ufficiale nazista della Seconda Guerra Mondiale. Una sadomasochista con grandi capacità psichiche inviata dal governo tedesco con l'ordine di conquistare Al-Khali, dove insieme ai suoi soldati viene risucchiata nella Scatola dal Primogenito e trasformata in una mostruosità, una macabra parodia di sé stessa che incarna le sue perversioni: appare come una donna dal corpo devastato, con addosso ciò che rimane di un'uniforme delle SS. È capace di teletrasportarsi, leggere nelle menti altrui e controllarne il volere, esponendone i demoni interiori, le paure ed i ricordi. Viene catturata ed esorcizzata da Padre Rawlings e, infine, uccisa da Church.
- Vescovo Maltheus St. Claire:

Mateus St. Claire, era un vescovo vissuto al tempo delle crociate, molto devoto, ma soggetto a continue tentazioni carnali. Temendo per la salvezza della sua anima, consulta assiduamente la biblioteca pontificia, dove scopre un documento che attesta l'esistenza del Primogenito. Convinto che una creatura così simile a Dio abbia il potere di salvarlo, convince il papa Innocenzo III ad istituire una nuova crociata, ed è lui il comandante della famosa Crociata dei fanciulli; una volta raggiunta Al-Khali, viene risucchiato nella Scatola, dove continua a pregare per la salvezza della sua anima, credendo di essere in Purgatorio. Appare vestito degli abiti vescovili, ed ha il volto coperto da una maschera; inoltre, levita sul terreno. Ha il potere di creare uno scudo impenetrabile, e rinchiudersi in un'enorme rosa nera, che poi fa esplodere, provocando danni devastanti. Una volta sconfitto, viene ucciso dai fantasmi dei bambini crociati, che lui stesso aveva condotto, prima alla morte, poi alla dannazione.
- Governatore Cassus Vicus:

Vicus era il perverso governatore della provincia romana di Al-Khali, dove fu mandato dallo stesso imperatore Tiberio, per punirlo dei suoi eccessi, tra i quali orge e cannibalismo. Lì, fu irretito dal Primogenito, e risucchiato nella Scatola, dove si dedicò unicamente a feste e orge per tremila anni. Il suo aspetto è quello di un uomo basso, calvo e immensamente grasso, con un'enorme cicatrice sul ventre e non porta vestiti. Attacca aprendosi il ventre e rilasciando un getto di sangue ed escrementi, estremamente tossici; per colpire meglio, combatte appeso a due ganci da macellaio. Inoltre è affiancato da un enorme gladiatore immortale, che causa non pochi problemi alla squadra Jericho. Viene ucciso da Black.
- Arnold Leach:

Leach era un membro della squadra Jericho, dotato di poteri di invocazione e percezione del karma, ma in realtà non aveva nessuna intenzione di combattere per la salvezza dell'umanità, ma cercava unicamente di risvegliare il Primogenito per ottenere potere. Una volta scoperto, il Dipartimento di Guerra Occulta emanò la sua condanna a morte, ma Leach riuscì a scappare e fondò la "Setta dell'Estasi Cupa", e insieme ai suoi nuovi accoliti seminò distruzione in lungo e in largo per il mondo, in modo da accumulare molto karma negativo per aprire una breccia nella Scatola. Una volta nella Scatola, sacrifica tutti i suoi accoliti e si trasforma in un essere mostruoso, in grado di volare e subito dopo uccide Ross. La squadra non lo affronta mai nel gioco, ma comunque interferisce nelle operazioni di Jericho, specialmente con i templari, che lo credono l'Arcangelo Gabriele. Alla fine viene completamente prosciugato di ogni forza dal Primogenito, e decide infine di aiutare la squadra Jericho, sacrificandosi insieme al Primogenito, in modo da permettere al resto del gruppo di fuggire.
- Il Primogenito (The Firstborn):

Il Primogenito è il primo tentativo di Dio di creare un essere simile a lui, ma vedendo in esso un potere troppo grande, e nessuna inclinazione spontanea per il bene o per il male,  decise di distruggerlo, ma non ci riuscì; quindi lasciò incompiuta la sua creatura, e la confinò in un'altra dimensione. Tuttavia il Primogenito ha sempre cercato nel corso dei secoli di liberarsi, e successivamente vendicarsi degli uomini, che Dio aveva preferito a lui, e per sei volte un ordine di monaci guerrieri lo ha fermato. Ha le sembianze di un bambino di colore, di sesso sconosciuto, ma probabilmente è una forma che ha scelto di assumere dopo aver osservato un incubo ricorrente di Ross (in un'operazione militare aveva accidentalmente ucciso un bambino). Il Primogenito è immune alle armi convenzionali, può circondarsi di uno scudo energetico impenetrabile, lanciare fulmini e ribaltare i poteri della squadra Jericho contro di loro. Viene sconfitto dalla squadra, ferito mortalmente da Church con la katana e ucciso definitivamente dal sacrificio di Leach.

### Le creature
Cultista: Sono i nemici più comuni nel gioco, essendo presenti in ogni livello. Sono molto veloci, aggressivi e abbastanza pericolosi, ma possono essere facilmente sconfitti, in particolar modo colpendoli alla testa; hanno due lame al posto delle mani, una più grande dell'altra, e possono estroflettere la più piccola tramite una corda inserita nel braccio, trasformandola in un vero e proprio arpione.
Cultista esplosivo: sono una variante più lenta dei cultisti, ma estremamente pericolosi, in quanto si lasciano esplodere davanti alla squadra, con effetti letali se si viene colpiti in pieno. Possiedono anche un pericoloso uncino al posto della mano destra.
Cultista volante: molto simili nell'aspetto alla forma demoniaca di Leach, costituiscono una categoria degli avversari più ostici di tutto il gioco: sono in grado di volare, e anche molto velocemente, cosa che li rende bersagli molto difficili da inquadrare, e un loro attacco in picchiata ha conseguenze spesso letali; possono colpire anche a distanza, lanciando le lame che hanno attaccate alle estremità delle ali.
Soldati tedeschi: sono i nemici principali nel livello della Seconda Guerra Mondiale. Sono di corporatura molto massiccia e sono lenti, ma possiedono armamenti devastanti; ne esistono di tre tipi: i mitraglieri, dotati di una mitragliatrice Gatling attaccata al braccio destro che combattono a media distanza, gli incendiari, armati di lanciafiamme prediligono il confronto ravvicinato e infine i granatieri, forniti di mortaio, letali sulle lunghe distanze. Sono molto resistenti.
Templari: sono una versione corrotta dei templari che accompagnarono il vescovo Saintclaire ad Al-Khali. Hanno un aspetto simile ai cultisti, ma sono più forti, e sono dotati di una lama estendibile al posto del braccio destro e di un'enorme ascia bipenne al posto di quello sinistro, che all'occorrenza può fungere anche da scudo. Un colpo alla testa è il modo migliore per liberarsi di loro.
Balestrieri templari: armati di balestra, sono avversari molto ostici, poiché attaccano nascosti e un colpo preciso delle loro balestre causa danni molto seri; tuttavia ricaricano lentamente, e sono praticamente inermi nel combattimento corpo a corpo.
Bambini fantasma: sono ciò che resta dei bambini che fecero parte della "Crociata dei Fanciulli". In un primo momento sono semplici fantasmi, ma assumono subito consistenza e attaccano improvvisamente. Si spostano volando, e quindi sono difficili da colpire, dispongono di tentacoli che arrivano anche a notevole distanza e sono molto aggressivi. Il loro punto debole è la loro scarsa resistenza, infatti dopo pochi colpi spariscono.
Behemoth: senza dubbio i nemici più grandi del gioco, i Behemoth sono giganteschi ammassi di carne dotati di braccia e una maschera di ferro che funge da volto; non si spostano praticamente mai, e i loro colpi non sono molto potenti, ma sono incredibilmente resistenti. Attaccano sparando un flusso di sangue tossico dalla bocca, che oltre a danneggiare i bersagli rilascia una nube di sangue vaporizzato che rende difficile prendere la mira con precisione.
Legionari: presenti nel livello dedicato all'Impero Romano, i legionari sono tra i nemici più pericolosi del gioco: possiedono enormi scudi praticamente impenetrabili, e usano giavellotti molto potenti, sia colpendo da vicino, sia da lunga distanza, lanciandoli con notevole precisione.
Gladiatori: combattenti di stazza gigantesca, i gladiatori sono devastanti sotto molti punti di vista: sono abbastanza forti da riuscire ad uccidere con un solo colpo, hanno una pesante corazza che conferisce loro una resistenza elevatissima, sono immuni alla maggior parte dei poteri della squadra Jericho e possono sia attaccare da vicino, mediante uno spadone fissato al loro braccio destro, sia da lontano, lanciando una sfera di acciaio incatenata al loro braccio sinistro. Tuttavia sono molto lenti e tendono ad attaccare solo un personaggio alla volta, il che li rende abbastanza facili da sconfiggere, almeno finché sono da soli.
Behemoth ciechi: queste abominevoli creature hanno olfatto e udito sviluppatissimi, ciò permette di compensare la loro cecità. Sono enormi mostri dall'aspetto semi-umanoide che si muovono a quattro zampe, le loro origini sono sconosciute. Generalmente attaccano solo se avvertono la presenza dei nemici, quindi quando questi ultimi fanno troppo rumore o sono troppo vicini. Paiono molto stupidi. Sono armati di un grosso randello con cui possono sferrare colpi a volte letali.
Pupazzi sumeri: presenti nell'ultima parte del gioco, sono enormi golem di carne e pietra, formati dai resti dei cadaveri sumeri. Sono molto simili ai gladiatori presenti nel livello dei Romani sia per aspetto, sia per movimenti e anche per attacchi. Possono essere evocati solo dal demone sumerico Enlil. Sono molto difficili da battere
Demoni sumeri: presenti nell'ultima parte del gioco, sono i nemici più potenti in assoluto. In origine erano sacerdoti incaricati di chiudere la breccia, ma furono corrotti dal Primogenito e ora non sono altro che suoi strumenti. Sfruttano una vastissima gamma di attacchi; sono in tutto sei, combattono sempre in coppia.

### I Boss
Ki: primo demone sumero che si incontra nel corso del gioco, lancia enormi e distruttive palle di fuoco sui nemici. Rimane sempre al centro di una grossa pedana ed è vulnerabile a qualsiasi tipo di attacco, anche se è molto resistente. Combatte in coppia con Ninlil.
Ninlil: durante tutta la durata dello scontro rimarrà all'interno di un grosso macchinario di tortura simile ad una vergine di ferro, quest'ultimo è fissato al soffitto ed è in continuo movimento. Il macchinario si ferma solo per rilasciare il sangue del demone, che a contatto con il pavimento evoca un cultista.
Enlil: combatte appeso a due ganci. Il suo unico attacco consiste nell'evocazione di diversi pupazzi sumeri direttamente ai suoi ordini. Combatte in coppia con Inanna.
Inanna: sarà inoffensiva per la maggior parte dello scontro, ma sarà al contempo invulnerabile. Attaccherà quando si sentirà direttamente minacciata, quindi dopo la morte del compagno Enlil. Attacca evocando gruppi di cultisti.
Nanna: trae potere dalle mosche, queste ultime nidificano nei vari cadaveri sparsi per l'intera area dello scontro. Può spostarsi levitando a pochi centimetri dal terreno o teletrasportandosi. Può attaccare lanciando sciami di mosche o evocando gruppi di cultisti. Finché è protetto dalle mosche, qualsiasi attacco sarà inutile. Combatte in coppia con Utu.
Utu: è praticamente identico a Nanna per quanto riguarda gli attacchi, le debolezze ed il comportamento. Cambia solo esteticamente.